# Scrophularia aestivalis
Scrophularia aestivalis är en flenörtsväxtart som beskrevs av August Heinrich Rudolf Grisebach. Scrophularia aestivalis ingår i släktet flenörter, och familjen flenörtsväxter. Inga underarter finns listade i Catalogue of Life.